# Hilarimorpha mandana
Hilarimorpha mandana är en tvåvingeart som beskrevs av Webb 1974. Hilarimorpha mandana ingår i släktet Hilarimorpha och familjen Hilarimorphidae.
Artens utbredningsområde är North Dakota. Inga underarter finns listade i Catalogue of Life.